# Régime sinusoïdal

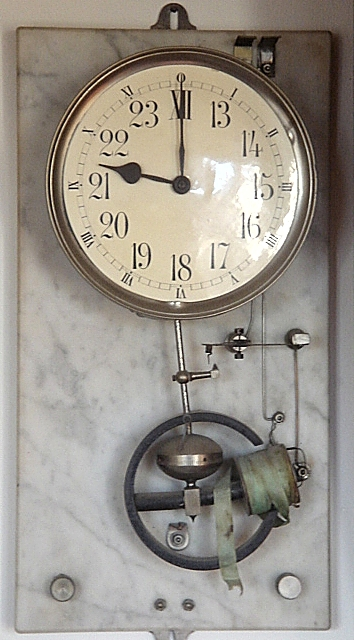
Premières horloges électriques. Barre aimantée passant dans une bobine montée sur un pendule actionnant un coupe-circuit.

D'une manière générale en physique, on appelle régime sinusoïdal (ou régime harmonique) l'état d'un système pour lequel la variation dans le temps des grandeurs le caractérisant est sinusoïdale. 
Ce régime peut être atteint par le système en raison d'une excitation extérieure (force mécanique, générateur électrique alternatif, phénomène thermique) : c'est le régime sinusoïdal forcé, ou, dans certaines situations, lors de l'évolution libre du système. 
Le régime sinusoïdal tire son importance théorique du théorème de Fourier : celui-ci énonce que tout signal périodique est décomposable en une série de fonctions sinusoïdales. Ainsi, n'importe quel système soumis à une excitation extérieure périodique peut être étudié grâce à la connaissance du régime sinusoïdal : c'est l'analyse harmonique.
Dans le domaine de l'électricité les grandeurs sinusoïdales sont par exemple l'intensité du courant électrique, la différence de potentiel ou la charge aux bornes d'un condensateur. En mécanique les grandeurs seront par exemple la position ou la vitesse. Dans le domaine acoustique la surpression et le déplacement seront les grandeurs sinusoïdales.